# Cedar Walton
Cedar Walton (Dallas, 17 gennaio 1934 – New York, 19 agosto 2013) è stato un pianista e compositore statunitense di musica jazz.
È noto per aver registrato assieme a tanti jazzisti – come leader e come sideman – sposando le sue origini blues e bop con innovative ispirazioni che ne modernizzano le radici.
A Cedar Walton si devono inoltre composizioni che sono divenute ormai degli standard. Fra le più note sono ricordate Ugetsu (conosciuta anche come Polar C o Fantasy in D), Mosaic e Bolivia.

## Biografia
Walton ricevette la prima educazione musicale attraverso le lezioni di pianoforte impartite dalla madre che lo iniziò al jazz conducendolo ai concerti di Art Tatum e Thelonious Monk, eventi che destarono nel giovane una grande impressione. Nel periodo 1951-54 seguì i corsi all'Università di Denver, mentre nel tempo libero dava sfogo alla propria passione suonando in un gruppo jazz che aveva formato. Attraverso di esso ebbe l'opportunità di fare la conoscenza di esponenti di rilievo del bebop, fra i quali Charlie Parker, Dizzy Gillespie e John Coltrane che, di passaggio nella città del Colorado, si appoggiavano alla formazione di Walton.
Deciso a intraprendere la carriera di musicista, nel 1955 si spostò a New York per unirsi alla folta comunità jazz residente nella metropoli, ma fu chiamato a svolgere il servizio militare che lo portò in Europa. Di stanza in Germania, si trovò a condividere esperienze musicali con Don Ellis, Eddie Harris e Leo Walton, e una volta congedato dall'esercito ritornò a New York dove ebbe inizio la sua carriera. Cominciò a suonare con Lou Donaldson, Gigi Gryce, Sonny Rollins e Kenny Dorham, ed effettuò il suo primo tour insieme a J.J. Johnson, con cui incise due dischi dopo il debutto in sala di registrazione con Dorham. Fu il pianista anche del Jazztet di Art Farmer, e nel 1961 iniziò la sua collaborazione con i Jazz Messengers di Art Blakey, prendendo il posto che era stato di Bobby Timmons al pianoforte nella sezione ritmica del gruppo, e suonando a fianco di fiatisti del calibro di Curtis Fuller, Wayne Shorter e Freddie Hubbard. Nel 1964 si chiuse la parentesi con Blakey, e nella seconda metà degli anni sessanta, oltre a varie esperienze come sideman, Walton fu il pianista dapprima di Abbey Lincoln, poi di Lee Morgan e infine, agli inizi del successivo decennio, di Hank Mobley, per poi riunirsi di nuovo a Blakey in vista di una tournée in Giappone nel 1973.
Durante gli anni seguenti, oltre alle innumerevoli incisioni discografiche Walton effettuò molti tour con formazioni che includevano sassofonisti – fra i quali George Coleman, Bob Berg, Clifford Jordan e Ralph Moore – oppure in trio, col supporto di due eccellenti strumentisti come il contrabbassista Sam Jones e il batterista Billy Higgins. Particolarmente rilevante fu il sodalizio con Higgins, unione che nel campo delle sezioni ritmiche viene considerata una delle grandi affiliazioni di tutti i tempi. Walton continuò nella sua prolifica attività in studio di registrazione per gli anni novanta. Nel 2008, dopo un'esperienza con Jeremy Pelt, si unì al sassofonista Vincent Herring e due anni dopo al trombonista Steve Turre, con cui registrò The Bouncer.
Cedar Walton è morto il 19 agosto 2013 all'età di 79 anni.

## Discografia
- 1969 – The Electric Boogaloo Song
- 1969 – Soul Cycle
- 1969 – Spectrum
- 1973 – A Night at Boomers, Vol. 1
- 1973 – A Night at Boomers, Vol. 2
- 1974 – Firm Roots
- 1974 – Pit Inn
- 1974 – Cedar Walton Trio Plays Billy Strayhorn
- 1975 – Eastern Rebellion, Vol. 1
- 1975 – Mobius
- 1976 – The Pentagon
- 1977 – First Set
- 1977 – Second Set
- 1977 – Third Set
- 1978 – Animation
- 197? – Up Front
- 1980 – The Maestro
- 1981 – Piano Solos
- 1982 – Among Friends
- 1983 – The All American Trio
- 1983 – Eastern Rebellion, Vol. 4
- 1983 – Cedar Walton - Ron Carter - Jack DeJohnette
- 1985 – The Trio, Vol. 1 with D. Williams and B. Higgins
- 1985 – The Trio, Vol. 2 with D. Williams and B. Higgins
- 1985 – The Trio, Vol. 3 with D. Williams and B. Higgins
- 1985 – Cedar's Blues
- 1985 – Bluesville Time
- 1985 – Cedar Walton
- 1986 – Blues for Myself
- 1986 – Love Is the Thing
- 1985 – Bluesville Time

- 1985 – Cedar Walton
- 1986 – Blues for Myself
- 1986 – Love Is the Thing
- 1986 – Cedar Walton Plays
- 1988 – Standard Album, Vol. 2
- 1990 – Off Minor
- 1990 – As Long as There's Music
- 1990 – Cedar!
- 1991 – Heart & Soul
- 1991 – Standard Album
- 1992 – Easy Does It
- 1992 – Live at Maybeck Recital Hall Series, Vol. 25
- 1992 – Manhattan Afternoon
- 1995 – Live at Yoshi's
- 1995 – My Funny Valentine
- 1996 – Composer
- 1997 – The Art Blakey Legacy
- 1997 – You're My Everything
- 1997 – Roots
- 1998 – Naima - Recorded Live at Boomer's NYC
- 1998 – Bambino: Cedar Walton Plays Music of Art Blakey
- 2000 – Three Sundays in the Seventies/Live at the Left Bank
- 2001 – The Promise Land
- 2002 – Latin Tinge
- 2003 – Manhattan After Hours
- 2005 – Underground Memoirs
- 2006 – One Flight Down
- 2007 – Midnight Waltz
- 2008 – Seasoned Wood
- 2009 – Voices Deep Within
- 2011 – The Bouncer[5]